# Tom Kempers
Tom Kempers (* 1. Juni 1969 in Bussum) ist ein ehemaliger niederländischer Tennisspieler.

## Leben
Kempers wurde 1988 Tennisprofi. Die ersten beiden Jahre spielte er auf der ATP Challenger Tour, zunächst ohne größere Erfolge vorweisen zu können. Im Oktober 1990 erreichte er zusammen mit seinem Landsmann Richard Krajicek das Finale des ATP-Turniers von Athen, welches jedoch verloren ging. 1991 konnte er mit Jacco Eltingh in Palermo seinen ersten Doppeltitel erringen. Insgesamt feierte er im Lauf seiner Karriere vier Doppeltitel auf der ATP World Tour, hinzu kamen sieben weitere Doppeltitel auf der ATP Challenger Tour. Seine höchste Notierung in der Tennis-Weltrangliste erreichte er 1994 mit Position 253 im Einzel sowie 1998 mit Position 42 im Doppel.
Sein bestes Einzelergebnis bei einem Grand-Slam-Turnier war das Erreichen der ersten Runde von Wimbledon 1996. Dort unterlag er Brett Steven glatt in drei Sätzen. Dies war gleichzeitig seine einzige Qualifikation zu einem Grand-Slam-Turnier im Einzel. In der Doppelkonkurrenz erreichte er jeweils das Achtelfinale der Australian Open, der French Open sowie von Wimbledon. Zudem stand er im Mixed zwei Mal im Achtelfinale der US Open.

## Erfolge
| Legende                       |
| Grand Slam                    |
| Tennis Masters Cup            |
| ATP Masters Series            |
| ATP International Series Gold |
| ATP International Series (4)  |
| ATP Challenger Tour (7)       |

### Doppel

#### Turniersiege

##### ATP Tour
| Nr. | Datum              | Turnier     | Belag   | Partner        | Finalgegner                   | Ergebnis      |
| --- | ------------------ | ----------- | ------- | -------------- | ----------------------------- | ------------- |
| 1.  | 23. September 1991 | Palermo (1) | Sand    | Jacco Eltingh  | Emilio Sánchez Javier Sánchez | 3:6, 6:3, 6:3 |
| 2.  | 26. September 1994 | Palermo (2) | Sand    | Jack Waite     | Neil Broad Greg Van Emburgh   | 7:6, 6:4      |
| 3.  | 9. März 1998       | Kopenhagen  | Teppich | Menno Oosting  | Jan Siemerink Brett Steven    | 6:4, 7:6      |
| 4.  | 27. Juli 1998      | Kitzbühel   | Sand    | Daniel Orsanic | Joshua Eagle Andrew Kratzmann | 6:3, 6:4      |

##### Challenger Tour
| Nr. | Datum              | Turnier   | Belag     | Partner          | Finalgegner                     | Ergebnis      |
| --- | ------------------ | --------- | --------- | ---------------- | ------------------------------- | ------------- |
| 1.  | 18. November 1991  | München   | Teppich   | Chris Pridham    | Rüdiger Haas Arne Thoms         | 7:6, 6:4      |
| 2.  | 27. September 1993 | Cali      | Sand      | Jack Waite       | Christer Allgårdh Maurice Ruah  | 6:2, 6:4      |
| 3.  | 6. Juni 1994       | Sofia     | Sand      | Tamer El Sawy    | Gábor Köves Patrick Mohr        | 6:2, 6:7, 6:3 |
| 4.  | 10. Juli 1995      | Ulm       | Sand      | Pablo Albano     | Karim Alami Gábor Köves         | 6:7, 6:4, 6:4 |
| 5.  | 25. September 1995 | Charleroi | Hartplatz | Stephen Noteboom | Lionel Barthez Rodolphe Gilbert | 7:6, 7:6      |
| 6.  | 3. Juni 1996       | Fürth     | Sand      | Joshua Eagle     | Aleksandar Kitinov Gábor Köves  | 6:4, 6:7, 6:4 |
| 7.  | 15. September 1997 | Stettin   | Sand      | Daniel Orsanic   | Cristian Brandi Filippo Messori | 6:3, 7:5      |

#### Finalteilnahmen
| Nr. | Datum           | Turnier  | Belag | Partner          | Finalgegner                    | Ergebnis |
| --- | --------------- | -------- | ----- | ---------------- | ------------------------------ | -------- |
| 1.  | 7. Oktober 1990 | Athen    | Sand  | Richard Krajicek | Sergio Casal Javier Sánchez    | 4:6, 3:6 |
| 2.  | 8. Oktober 1995 | Valencia | Sand  | Jack Waite       | Tomás Carbonell Francisco Roig | 5:7, 3:6 |